# 神奈川県高等学校の通学区域
神奈川県高等学校の通学区域（かながわけんこうとうがっこうのつうがくくいき）は、神奈川県の公立高等学校の全日制普通科における通学区域（学区）の変遷と一覧である。

## 歴史
第二次世界大戦後の学制改革により、旧制中学校や高等女学校を新制高校へ移行する際、「小学区制」「男女共学」「総合制」の3点が重視された。後に“高校三原則”と呼ばれる基本原則である。これを受け、各都道府県では1950年前後に上記3点を踏まえた通学区域（学区）制度が定められたが、神奈川県でも1950年度、横浜市内を小学区制、その他の地域を中学区制とし、県内合わせて19の学区に分ける学区制度が始まった（計40校）。
1963年（昭和38年）、学区の規模を拡大、学区の数を減らす「9学区制」がスタートした。
1981年（昭和56年）、高校百校新設計画により学区あたりの学校数が増加したため、今度は学区の規模を縮小し、16の学区に細分化する「16学区制」が発足した。
1990年（平成2年）、県央地区の学校増に対応し、県央、県北学区再分割による「18学区制」に。
2005年（平成17年）、県立高校の学区撤廃。川崎市立校については「川崎市内学区」に変更された。
※学校名および行政区名は、制度発足当時のものである

## 19（20）学区制
1950年（昭和25年）度から1962年（昭和37年）度まで。
1951年、希望ヶ丘高が保土ケ谷区（当時）に移転し、瀬谷・鶴ヶ峯・保土ケ谷・原中学区域、ならびに高座郡大和町を学区とする。従来の学区は新設の横浜市立金沢高等学校に移管された。
1954年、鶴見工業高と横浜商業高の普通科が募集停止。それぞれ鶴見高（定員増）と新設の港高全日制→横浜市立南高等学校に移管された。

### 神奈川県立希望ヶ丘高等学校学区
六浦・金沢・浜（区域中学校名　以下同）
- 神奈川県立希望ヶ丘高等学校

### 神奈川県立横浜翠嵐高等学校学区
日吉台・城郷・新田・中川・都田・山内・田奈・谷本・中山・大綱・六角橋・栗田谷
- 神奈川県立横浜翠嵐高等学校

### 神奈川県立横浜緑ケ丘高等学校学区
根岸・岡村・大鳥・吉田（一部）
- 神奈川県立横浜緑ケ丘高等学校

### 神奈川県立横浜平沼高等学校学区
岡野・西・浦島丘・老松・神奈川・吉田（一部）
- 神奈川県立横浜平沼高等学校

### 神奈川県立横浜立野高等学校学区
平楽・港・吉田
- 神奈川県立横浜立野高等学校

### 横浜市立鶴見工業高等学校学区
豊岡・潮田・生麦（一部）
- 横浜市立鶴見工業高等学校 - 1954年普通科募集停止

### 神奈川県立鶴見高等学校学区
市場・末吉・寺尾・生麦・豊岡（一部）
- 神奈川県立鶴見高等学校

### 横浜市立戸塚高等学校学区
戸塚・本郷・岡津・大正・中和田・原
- 横浜市立戸塚高等学校

### 横浜市立桜丘高等学校学区
保土ケ谷・岩崎・鶴ヶ峯・瀬谷・宮田
- 横浜市立桜丘高等学校

### 横浜市立横浜商業高等学校学区
南・第一港南・第二港南・蒔田・共進
- 横浜市立横浜商業高等学校 - 1954年普通科募集停止

### 川崎学区
川崎市内全中学校
- 神奈川県立川崎高等学校
- 川崎市立川崎高等学校
- 川崎市立橘高等学校
- 川崎市立高津高等学校
  - 神奈川県立多摩高等学校 - 1956年開校

### 横須賀三浦学区
横須賀市ならびに三浦郡全中学校
- 神奈川県立横須賀高等学校
- 神奈川県立横須賀大津高等学校
- 横須賀市立第一高等学校
- 横須賀市立第二高等学校
- 横須賀市立第三高等学校
- 三崎町立三崎高等学校

### 鎌倉湘南学区
鎌倉市・藤沢市・茅ヶ崎市；全中学校　高座郡；寒川・小出・大和・渋谷
- 神奈川県立湘南高等学校
- 鎌倉市立鎌倉高等学校
- 藤沢市立藤沢高等学校
- 茅ヶ崎市立茅ヶ崎高等学校

### 愛甲高座学区
愛甲郡全中学校・ならびに中郡；相川・高座郡；御所見・有馬・海老名・綾瀬・座間
- 神奈川県立厚木高等学校
- 神奈川県立厚木東高等学校

### 相模原学区
高座郡・北中部
- 神奈川県立上溝高等学校
- 神奈川県立相原農蚕高等学校

### 平塚大磯学区
平塚市内全中学校ならびに中郡；大磯・国府・大野・神田・金旭・二宮・土沢
- 神奈川県立平塚高等学校 - 1962年普通科募集停止
- 神奈川県立平塚江南高等学校
- 平塚市立高浜高等学校
- 大磯町立大磯高等学校

### 秦野伊勢原学区
中郡；秦野・東秦野・西秦野・南秦野・北秦野・大根・成瀬・伊勢原・高部屋・大山・比々多 足柄上郡；寄・上秦野・中井
- 神奈川県立秦野高等学校
- 神奈川県立大秦野高等学校
- 神奈川県立伊勢原高等学校

### 足柄上下学区
小田原市および足柄下郡ならびに足柄上郡（寄・上秦野・中井を除く。）
- 神奈川県立小田原高等学校
- 神奈川県立小田原城内高等学校
- 小田原市立高等学校 - 1951年に小田原市立商業高と統合し、神奈川県立小田原城東高等学校となる。1957年普通科募集停止
- 神奈川県立山北高等学校
- 神奈川県立吉田島農林高等学校
  - 神奈川県立西湘高等学校 - 1957年開校

### 津久井学区
津久井郡内全中学校
- 神奈川県立津久井高等学校

## 9学区制
1963年（昭和38年）度から1980年（昭和55年）度まで。

### 横浜北部学区
横浜市鶴見区の全域と、神奈川区、港北区、保土ケ谷区の一部
- 神奈川県立鶴見高等学校
- 神奈川県立横浜翠嵐高等学校
- 神奈川県立川和高等学校 - 1963年開校
- 横浜市立東高等学校 - 1963年開校
  - 神奈川県立港北高等学校 - 1969年開校
  - 神奈川県立市ヶ尾高等学校 - 1974年開校
  - 神奈川県立霧が丘高等学校 - 1975年開校
  - 神奈川県立白山高等学校 - 1976年開校
  - 神奈川県立新羽高等学校 - 1977年開校
  - 神奈川県立田奈高等学校 - 1978年開校
  - 神奈川県立荏田高等学校 - 1979年開校
  - 神奈川県立寛政高等学校 - 1980年開校

### 横浜中部学区
横浜市戸塚区、西区の全域と、保土ケ谷区、神奈川区、南区、港北区、中区の一部
- 神奈川県立横浜平沼高等学校
- 神奈川県立希望ヶ丘高等学校
- 横浜市立桜丘高等学校
- 横浜市立戸塚高等学校
  - 神奈川県立柏陽高等学校 - 1967年開校
  - 神奈川県立光陵高等学校[1] - 1971年、横浜南部学区より移転
  - 神奈川県立松陽高等学校 - 1972年開校
  - 神奈川県立旭高等学校 - 1973年開校
  - 神奈川県立瀬谷高等学校 - 1974年開校
  - 神奈川県立金井高等学校 - 1975年開校
  - 神奈川県立舞岡高等学校 - 1976年開校
  - 神奈川県立中沢高等学校 - 1977年開校
  - 神奈川県立岡津高等学校 - 1977年開校
  - 神奈川県立瀬谷西高等学校 - 1978年開校
  - 神奈川県立保土ヶ谷高等学校 - 1979年開校
  - 神奈川県立汲沢高等学校 - 1979年開校
  - 神奈川県立都岡高等学校 - 1980年開校
  - 神奈川県立豊田高等学校 - 1980年開校
  - 神奈川県立和泉高等学校 - 1980年開校

### 横浜南部学区
横浜市金沢区、磯子区の全域と、中区、南区の一部
- 神奈川県立横浜緑ケ丘高等学校
- 神奈川県立横浜立野高等学校
- 横浜市立南高等学校
- 横浜市立金沢高等学校
  - 神奈川県立横浜日野高等学校 - 1965年開校
  - 神奈川県立横浜立野高等学校山手分校[1] - 1966年開校。1968年に光陵高となる。1971年、移転により横浜中部学区へ。
  - 神奈川県立港南台高等学校 - 1973年開校
  - 神奈川県立清水ヶ丘高等学校 - 1974年開校
  - 神奈川県立野庭高等学校 - 1975年開校
  - 神奈川県立富岡高等学校 - 1976年開校
  - 神奈川県立磯子高等学校 - 1977年開校
  - 神奈川県立東金沢高等学校 - 1979年開校
  - 神奈川県立大岡高等学校 - 1980年開校

### 川崎学区
川崎市
- 神奈川県立川崎高等学校
- 神奈川県立多摩高等学校
- 神奈川県立新城高等学校 - 1963年開校
- 川崎市立橘高等学校
- 川崎市立高津高等学校
- 川崎市立川崎高等学校
  - 神奈川県立生田高等学校 - 1969年開校
  - 神奈川県立川崎北高等学校 - 1973年開校
  - 神奈川県立百合丘高等学校 - 1975年開校
  - 神奈川県立柿生高等学校 - 1976年開校
  - 神奈川県立生田東高等学校 - 1977年開校
  - 神奈川県立柿生西高等学校 - 1978年開校
  - 神奈川県立川崎南高等学校 - 1979年開校
  - 神奈川県立住吉高等学校 - 1980年開校

### 横須賀三浦学区
横須賀市、三浦市、逗子市、三浦郡
- 神奈川県立横須賀高等学校
- 神奈川県立横須賀大津高等学校
- 神奈川県立追浜高等学校 - 1963年開校
- 神奈川県立逗子高等学校
- 神奈川県立三崎高等学校
- 横須賀市立第一高等学校 - 1972年閉校
- 横須賀市立第二高等学校 - 1972年閉校
  - 横須賀市立横須賀高等学校 - 1972年第一高、第二高の統合により開校
  - 神奈川県立津久井浜高等学校 - 1976年開校
  - 神奈川県立逗葉高等学校 - 1978年開校
  - 神奈川県立大楠高等学校 - 1980年開校

### 鎌倉湘南学区
鎌倉市、藤沢市（用田、葛原、菖蒲沢、獺郷、打戻、宮原を除く）、茅ヶ崎市、高座郡寒川町
- 神奈川県立鎌倉高等学校
- 神奈川県立湘南高等学校
- 神奈川県立藤沢高等学校
- 神奈川県立茅ヶ崎高等学校
  - 神奈川県立茅ヶ崎北陵高等学校 - 1964年開校
  - 神奈川県立藤沢西高等学校 - 1974年開校
  - 神奈川県立鶴嶺高等学校 - 1975年開校
  - 神奈川県立七里ガ浜高等学校 - 1976年開校
  - 神奈川県立藤沢北高等学校 - 1977年開校
  - 神奈川県立寒川高等学校 - 1978年開校
  - 神奈川県立大清水高等学校 - 1979年開校
  - 神奈川県立茅ヶ崎西浜高等学校 - 1980年開校

### 平塚秦野学区
平塚市、秦野市、伊勢原市、中郡、足柄上郡（中井町、松田町寄）
- 神奈川県立平塚江南高等学校
- 神奈川県立高浜高等学校
- 神奈川県立秦野高等学校
- 神奈川県立大秦野高等学校
- 神奈川県立大磯高等学校
- 神奈川県立伊勢原高等学校
  - 神奈川県立伊志田高等学校 - 1976年開校
  - 神奈川県立五領ヶ台高等学校 - 1977年開校
  - 神奈川県立二宮高等学校 - 1978年開校
  - 神奈川県立神田高等学校 - 1980年開校

### 県西学区
小田原市、足柄上郡〔大井町、山北町、南足柄町、開成町、松田町（寄を除く）〕、足柄下郡
- 神奈川県立小田原高等学校
- 神奈川県立小田原城内高等学校
- 神奈川県立西湘高等学校
- 神奈川県立山北高等学校
- 神奈川県立吉田島農林高等学校
  - 神奈川県立足柄高等学校 - 1977年開校
  - 神奈川県立湯河原高等学校 - 1980年開校

### 県央学区
厚木市、相模原市、大和市、藤沢市（用田、葛原、菖蒲沢、獺郷、打戻、宮原）、津久井郡、高座郡〔海老名町、座間町、綾瀬町、（寒川町を除く）〕、愛甲郡
- 神奈川県立相原高等学校 - 1965年普通科募集停止
- 神奈川県立上溝高等学校
- 神奈川県立厚木高等学校
- 神奈川県立厚木東高等学校
- 神奈川県立大和高等学校 - 1963年開校
- 神奈川県立津久井高等学校
  - 神奈川県立相模原高等学校 - 1964年開校
  - 神奈川県立座間高等学校 - 1972年開校
  - 神奈川県立麻溝台高等学校 - 1974年開校
  - 神奈川県立城山高等学校 - 1975年開校
  - 神奈川県立上溝南高等学校 - 1976年開校
  - 神奈川県立上鶴間高等学校 - 1977年開校
  - 神奈川県立綾瀬高等学校 - 1977年開校
  - 神奈川県立大和南高等学校 - 1977年開校
  - 神奈川県立橋本高等学校 - 1978年開校
  - 神奈川県立厚木北高等学校 - 1978年開校
  - 神奈川県立相武台高等学校 - 1979年開校
  - 神奈川県立海老名高等学校 - 1979年開校
  - 神奈川県立大沢高等学校 - 1980年開校
  - 神奈川県立厚木南高等学校 - 1980年全日制設置（開校は1969年）

## 16学区制
1981年（昭和56年）度から1989年（平成元年）度まで。

### 横浜東部学区
横浜市鶴見区の全域、神奈川区、港北区の大部分、緑区、保土ケ谷区の一部
- 神奈川県立鶴見高等学校
- 神奈川県立横浜翠嵐高等学校
- 神奈川県立寛政高等学校
- 神奈川県立港北高等学校
- 神奈川県立新羽高等学校
- 横浜市立東高等学校
  - 神奈川県立平安高等学校 - 1983年開校
  - 神奈川県立岸根高等学校 - 1983年開校
  - 神奈川県立城郷高等学校 - 1987年開校

### 横浜北部学区
横浜市緑区の大部分、港北区の一部
- 神奈川県立川和高等学校
- 神奈川県立市ヶ尾高等学校
- 神奈川県立霧が丘高等学校
- 神奈川県立白山高等学校
- 神奈川県立田奈高等学校
- 神奈川県立荏田高等学校
  - 神奈川県立新栄高等学校 - 1983年開校
  - 神奈川県立元石川高等学校 - 1984年開校

### 横浜西部学区
横浜市旭区、瀬谷区の全域、戸塚区（中和田、岡津地区）
- 神奈川県立希望ヶ丘高等学校
- 神奈川県立旭高等学校
- 神奈川県立中沢高等学校
- 神奈川県立都岡高等学校
- 神奈川県立和泉高等学校
- 神奈川県立松陽高等学校
- 神奈川県立岡津高等学校
- 神奈川県立瀬谷高等学校
- 神奈川県立瀬谷西高等学校

### 横浜中部学区
横浜市西区、保土ケ谷区、戸塚区（中和田、岡津、本郷地区を除く）と中区、神奈川区の一部
- 神奈川県立横浜平沼高等学校
- 神奈川県立光陵高等学校
- 神奈川県立保土ヶ谷高等学校
- 神奈川県立豊田高等学校
- 神奈川県立金井高等学校
- 神奈川県立舞岡高等学校
- 神奈川県立汲沢高等学校
- 横浜市立戸塚高等学校
- 横浜市立桜丘高等学校
  - 神奈川県立上矢部高等学校 - 1983年開校

### 横浜南部学区
横浜市南区、港南区の大部分、戸塚区（本郷地区）、中区の一部
- 神奈川県立清水ヶ丘高等学校
- 神奈川県立大岡高等学校
- 神奈川県立横浜日野高等学校
- 神奈川県立港南台高等学校
- 神奈川県立野庭高等学校
- 神奈川県立柏陽高等学校
- 横浜市立南高等学校
  - 神奈川県立上郷高等学校 - 1983年開校
  - 神奈川県立永谷高等学校 - 1986年開校
  - 神奈川県立六ッ川高等学校 - 1987年開校

### 横浜臨海学区
横浜市磯子区、金沢区の全域、中区の大部分、西区、南区、港南区の一部
- 神奈川県立横浜緑ケ丘高等学校
- 神奈川県立横浜立野高等学校
- 神奈川県立磯子高等学校
- 神奈川県立富岡高等学校
- 神奈川県立東金沢高等学校
- 横浜市立金沢高等学校
  - 神奈川県立氷取沢高等学校 - 1983年開校
  - 神奈川県立釜利谷高等学校 - 1984年開校

### 川崎南部学区
川崎市川崎区、幸区、中原区
- 神奈川県立川崎高等学校
- 神奈川県立川崎南高等学校
- 神奈川県立新城高等学校
- 神奈川県立住吉高等学校
- 川崎市立川崎高等学校
- 川崎市立橘高等学校
  - 神奈川県立大師高等学校 - 1983年開校

### 川崎北部学区
川崎市高津区、宮前区、多摩区、麻生区
- 神奈川県立川崎北高等学校
- 神奈川県立多摩高等学校
- 神奈川県立生田高等学校
- 神奈川県立百合丘高等学校
- 神奈川県立柿生高等学校
- 神奈川県立生田東高等学校
- 神奈川県立柿生西高等学校
- 川崎市立高津高等学校
  - 神奈川県立菅高等学校 - 1983年開校
  - 神奈川県立麻生高等学校 - 1984年開校

### 横須賀三浦学区
横須賀市、三浦市、逗子市、葉山町
- 神奈川県立横須賀高等学校
- 神奈川県立横須賀大津高等学校
- 神奈川県立追浜高等学校
- 神奈川県立津久井浜高等学校
- 神奈川県立大楠高等学校
- 神奈川県立逗子高等学校
- 神奈川県立逗葉高等学校
- 神奈川県立三崎高等学校
- 横須賀市立横須賀高等学校
  - 神奈川県立初声高等学校 - 1983年開校
  - 神奈川県立久里浜高等学校 - 1984年開校
  - 神奈川県立岩戸高等学校 - 1986年開校

### 鎌倉藤沢学区
鎌倉市、藤沢市
- 神奈川県立鎌倉高等学校
- 神奈川県立七里ガ浜高等学校
- 神奈川県立湘南高等学校
- 神奈川県立藤沢高等学校
- 神奈川県立藤沢西高等学校
- 神奈川県立藤沢北高等学校
- 神奈川県立大清水高等学校
  - 神奈川県立大船高等学校 - 1983年開校
  - 神奈川県立長後高等学校 - 1983年開校
  - 神奈川県立湘南台高等学校 - 1985年開校
  - 神奈川県立深沢高等学校 - 1986年開校

### 茅ヶ崎学区
茅ヶ崎市、寒川町
- 神奈川県立茅ケ崎高等学校
- 神奈川県立茅ケ崎北陵高等学校
- 神奈川県立鶴嶺高等学校
- 神奈川県立茅ケ崎西浜高等学校
- 神奈川県立寒川高等学校

### 平塚学区
平塚市、大磯町、二宮町、中井町
- 神奈川県立平塚江南高等学校
- 神奈川県立高浜高等学校
- 神奈川県立五領ヶ台高等学校
- 神奈川県立神田高等学校
- 神奈川県立大磯高等学校
- 神奈川県立二宮高等学校
  - 神奈川県立大原高等学校 - 1984年開校

### 秦野伊勢原学区
秦野市、伊勢原市、松田町（寄地区）
- 神奈川県立秦野高等学校
- 神奈川県立大秦野高等学校
- 神奈川県立秦野南が丘高等学校 - 1981年開校
- 神奈川県立伊勢原高等学校
- 神奈川県立伊志田高等学校
  - 神奈川県立秦野曽屋高等学校 - 1987年開校

### 県西学区
小田原市、南足柄市、山北町、開成町、大井町、松田町（寄地区を除く）、箱根町、真鶴町、湯河原町
- 神奈川県立小田原高等学校
- 神奈川県立小田原城内高等学校
- 神奈川県立西湘高等学校
- 神奈川県立足柄高等学校
- 神奈川県立山北高等学校
- 神奈川県立吉田島農林高等学校
- 神奈川県立湯河原高等学校
  - 神奈川県立大井高等学校 - 1983年開校

### 県央学区
厚木市、大和市、海老名市、座間市、綾瀬市、愛川町、清川村
- 神奈川県立厚木高等学校
- 神奈川県立厚木東高等学校
- 神奈川県立厚木北高等学校
- 神奈川県立厚木南高等学校
- 神奈川県立大和高等学校
- 神奈川県立大和南高等学校
- 神奈川県立大和東高等学校 - 1981年開校
- 神奈川県立海老名高等学校
- 神奈川県立座間高等学校
- 神奈川県立栗原高等学校 - 1981年開校
- 神奈川県立綾瀬高等学校
  - 神奈川県立有馬高等学校 - 1983年開校
  - 神奈川県立愛川高等学校 - 1983年開校
  - 神奈川県立綾瀬西高等学校 - 1983年開校
  - 神奈川県立厚木西高等学校 - 1984年開校
  - 神奈川県立大和西高等学校 - 1986年開校
  - 神奈川県立ひばりが丘高等学校 - 1987年開校

### 県北学区
相模原市、城山町、津久井町、相模湖町、藤野町
- 神奈川県立上溝高等学校
- 神奈川県立相模原高等学校
- 神奈川県立麻溝台高等学校
- 神奈川県立上溝南高等学校
- 神奈川県立上鶴間高等学校
- 神奈川県立橋本高等学校
- 神奈川県立相武台高等学校
- 神奈川県立大沢高等学校
- 神奈川県立城山高等学校
- 神奈川県立津久井高等学校
  - 神奈川県立弥栄東高等学校 - 1983年開校
  - 神奈川県立弥栄西高等学校 - 1983年開校
  - 神奈川県立相模大野高等学校 - 1985年開校
  - 神奈川県立新磯高等学校 - 1986年開校
  - 神奈川県立相模田名高等学校 - 1987年開校

## 18学区制
1990年（平成2年）度から2004年（平成16年）度まで。
従来の県央、県北学区を2分割。その他の学区は変更なし。
1996年に大師高が総合学科に改編。2003年以降は県立高校改革推進計画により県立校の再編・統合が行われ、単位制普通科および総合学科となった学校は全県学区に変更された。
横浜市立校は2003年に南高、戸塚高、2004年には東高、桜丘高、金沢高が単位制普通科に移行し、「横浜市内学区」に変更された。
市立横須賀高は2003年に横須賀市立横須賀総合高等学校として再編・統合されたが、その時点での学区変更は行われず、2005年から全県学区となった。

### 厚木海老名愛甲学区
厚木市、海老名市、愛川町、清川村
- 神奈川県立厚木高等学校
- 神奈川県立厚木東高等学校
- 神奈川県立厚木北高等学校
- 神奈川県立厚木南高等学校
- 神奈川県立厚木西高等学校
- 神奈川県立海老名高等学校
- 神奈川県立愛川高等学校

### 大和座間綾瀬学区
大和市、座間市、綾瀬市
- 神奈川県立大和高等学校
- 神奈川県立大和南高等学校
- 神奈川県立大和東高等学校
- 神奈川県立大和西高等学校
- 神奈川県立座間高等学校
- 神奈川県立栗原高等学校
- 神奈川県立ひばりが丘高等学校
- 神奈川県立綾瀬高等学校
- 神奈川県立綾瀬西高等学校

### 相模原南部学区
相模原市の内、（）の地域から南東側（淵野辺本町4・5丁目の大部分、淵野辺5丁目の一部、鹿沼台、相生、千代田、光が丘、陽光台4～7丁目、上溝の一部、下溝、当麻）
- 神奈川県立麻溝台高等学校
- 神奈川県立上鶴間高等学校
- 神奈川県立相武台高等学校
- 神奈川県立弥栄東高等学校
- 神奈川県立弥栄西高等学校
- 神奈川県立相模大野高等学校
- 神奈川県立新磯高等学校

### 相模原北部津久井学区
相模原市の内、（）の地域から北西側（淵野辺本町1～3丁目と4・5丁目の一部、淵野辺1～4丁目、5丁目の大部分、矢部、富士見、千代田、星が丘、陽光台1～3丁目、上溝の大部分、田名）、城山町、津久井町、相模湖町、藤野町
- 神奈川県立上溝高等学校
- 神奈川県立相模原高等学校
- 神奈川県立上溝南高等学校
- 神奈川県立橋本高等学校
- 神奈川県立大沢高等学校
- 神奈川県立相模田名高等学校
- 神奈川県立城山高等学校
- 神奈川県立津久井高等学校

## 通学区域の例外
神奈川県内に居住していなくても以下の場合、事前に教育長の承認を得ることで出願が可能である。
- 水産に関する学科のない都道府県から、県立海洋科学高等学校を志願する場合。
- 山梨、静岡両県の神奈川県に隣接する特定の地域から、通学の便宜上、神奈川県内の最寄りの高校への志願が妥当と認められる場合。